# سلمان (خواف)
سلمان، روستایی است از توابع بخش سلامی و در شهرستان خواف استان خراسان رضوی ایران.

## جمعیت
این روستا در دهستان بالاخواف قرار داشته و بر اساس سرشماری سال ۱۳۸۵ جمعیت آن (۱۵۰خانوار) ۶۹۳نفر
بوده است.